# Christoph Gottlieb Büttner
Christoph Gottlieb Büttner (auch Christoph Gottlob oder Christoph Theophil Büttner; * 10. Juli 1708 in Brandenburg bei Königsberg; † 1. April 1776 in Königsberg (Preußen)) war ein deutscher Mediziner.

## Leben
Büttner hatte ab 1723 ein Studium der Medizin an der Albertus-Universität Königsberg absolviert. Nach anfänglichen philosophischen Studien besuchte er die medizinischen Vorlesungen von Georg Rast, Melchior Philipp Hartmann, Christian Ludwig Charisius und Christoph Daniel Meltzer (1698–1747). Nach sieben Jahren wechselte er 1730 an die Friedrichs-Universität Halle, an der er seine Studien bei Michael Alberti, Johann Juncker, Johann Friedrich Cassebohm und Friedrich Hoffmann fortsetzte. Nachdem er 17. August 1732 seine Inauguraldissertation über die Ursachen der Epilepsie abgehalten hatte, wurde er zum Doktor der Medizin promoviert.
Danach bereiste er noch Sachsen. Er hielt sich hierbei an der Universität Jena, an der Universität Leipzig, an der Universität Wittenberg und im sächsischen Erzgebirge auf. Über Berlin nach Königsberg zurückgereist, betätigte er sich zunächst als Privatdozent, habilitierte sich 1733 in Königsberg mit einer Abhandlung über die Hämorrhoiden. 1734 wurde er außerordentlicher Professor der Albertina und 1736 samländischer Physikus. 1737 wurde er ordentlicher fünfter Professor der Anatomie. Auf eigene Kosten errichtete er 1738 am Weidendamm (Königsberg) das Anatomietheater.
Durch weitere Abgänge in der medizinischen Fakultät stieg er 1741 in die vierte Professur auf, 1747 in die dritte Professur und hatte schließlich 1766 den zweiten Lehrstuhl für innere Medizin übernommen. 1770 wurde er zum Mitglied der Königlich-Preußischen Akademie der Wissenschaften und der Deutschen Akademie der Naturforscher Leopoldina gewählt.
Zudem hatte er sich an den organisatorischen Aufgaben der Königsberger Hochschule beteiligt und war in den Wintersemestern 1767/68, 1771/72 sowie 1775/76 zum Rektor der Alma Mater gewählt worden. Er starb in seiner letzten Amtszeit.

## Schriften und Werke
- Diss. inaug. (Praes. F. Hoffmann) de vera mali epileptici caussa. Halle 1732
- Diss. de vasis haemorrhoidalibus, praecipue cum abdominis visceribus conspirantibus. Königsberg 1733
- Diss. de hydropis veri genuina caussa proxima. Königsberg 1734
- Diss. de peritonaeo. Königsberg 1738 Auch in Haller’s disp. anatom. T. I.
- Kurzer Beweis von der vermehrten Glückseligkeit eines Landes durch ein erbautes Theatrum anatomicum, wodurch zugleich die Eröffnung des neuerbauten Königsbergischen Theatri bekannt gemacht wird. Königsberg 1738
- Anatomische Anmerkung und Beweis aus der Natur des Körpers, dass ein Kind mit dem aus der Brust gewachsenen und heraushangenden Herzen und fehenden Herzbeutel sowohl im Mutterleibe wachsen, zunehmen und vollkommen als auch lebendig gebohren werden, als auch nach der Geburt noch einige Zeit leben könne. Königsberg 1746, Neue, vermehrte Ausgabe unter dem Titel: Anatomische Anmerkungen bey einem mit auswärts hangenden Herzen lebendig gebohrnen Kinde, und bey Gelegenheit einer todtgebohrnen zweyköpfigen Missgeburt, nebst Erörterung einiger curiösen Fragen. Königsberg 1752
- Erörterung einiger Fragen bey Gelegenheit einer todtgebohrnen zweyköpfigten und einleibigen unreifen menschlichen Frucht. Königsberg 1765
- Anweisung für angehende Arzneygelehrten, worauf sie bey Ausstellung eines Obduktionsastestes über tödliche Verletzungen mit Acht zu geben haben. Konigsberg 1768
- Unterricht für neu angehende Aerzte und Wundärzte, wie sie sich vor, in und nach den legalen Besichtigungen todter Korper zu verhalten, und die Besichtigungsscheine von der Tödtlichkeit der Wunden einzurichten haben. Königsberg 1769, 2. Aufl. Königsberg 1776
- Anatomische Wahrnehmungen; mit Kupf. Königsberg & Leipzig 1769 (Online)
- Seltene Wahrnehmung eines an der Zunge aus dem Munde hervorhangenden Fleischgewächses von neunthalb Loth, welches glücklich abgenommen und geheilet worden. Königsberg 1770
- Vollständige Anweisung, wie durch angestellte Besichtigungen ein verübter Kindermord auszuniitteln sey, nebst 88 Obduktionszeugnissen. Königsberg 1771 (Online)
- Beschreibung des innern Wasserkopfs und des ganzen Beinkörpers einer von ibrer Geburt an bis ins 31 Jahr krank gewesenen Frauensperson. Königsberg 1773
- Sechs seltene anatomisch – chirurgische Wahrnehinungen. Königsberg 1774